# Oxymycterus dasytrichus
Oxymycterus dasytrichus és una espècie de mamífer rosegador de la família dels cricètids. És endèmic del Brasil, on viu a altituds de fins a 800 msnm. Els seus hàbitats naturals són els boscos montans o submontans i les zones humides. És una espècie en risc mínim, és a dir, no sembla que hi hagi cap amenaça significativa per a la seva supervivència. El seu nom específic, dasytrichus, significa ‘pèl espès’ en llatí.